# Samsung Galaxy Tab 10.1
Samsung Galaxy Tab 10.1 — планшетный компьютер с операционной системой Android Honeycomb, созданный Samsung, был представлен 13 февраля 2011 года в Барселоне.
Он принадлежит к новому поколению Samsung Galaxy Tab, которое состоит из моделей с экранами 10,1" и 8,9". Аналогичные по дизайну Samsung Galaxy S II, они непосредственно конкурируют на рынке с Apple iPad 2.

## История
На Всемирном конгрессе мобильной техники 2011 года в Барселоне, Samsung вместе с Vodafone показала новую модель Galaxy Tab. Планшет имеет большой 10,1-дюймовый HD-дисплей с двухъядерным процессором NVIDIA Tegra 2 SoC, работает на Google Android 3.0 Honeycomb. Она была создана для выпуска в США в марте 2011 года и в Европе в апреле. Однако, после выпуска iPad 2, некоторые характеристики были описаны как «неадекватные» генеральным директором Samsung Ли Дон-Джу, указывающие на возможный пересмотр модели или пересмотр рыночной стратегии компании.
Это привело к введению новых, более тонких моделей, представленных во время конгресса CTIA по беспроводным технологиям в марте 2011 года, вместе с 8.9" моделью, релиз которой датируется 8 июня для США и началом лета для остальных стран. Хотя не было никакой информации о задержке европейского релиза, было объявлено, что предыдущий дизайн, который был на выставке Mobile World Congress, будет продан под названием Samsung Galaxy Tab 10.1V.
На Google I/O в 2011 году, на Android Keynote, Уго Барра представил Galaxy Tab 10.1 общественности, объявив, что планшет будет роздан каждому участнику конгресса, количество которых оценивается в 5000 единиц. Эта версия помечена как Samsung Galaxy Tab 10.1 Limited Edition. Это планшет с белой Android-тематической задней крышкой, небезопасным Android Debug Bridge, Fastboot, 32 ГБ флэш-памяти и питанием 7000 мАч. В настоящее время не известно, будут ли эти характеристики соответствовать производству модели Galaxy Tab 10.1.
В августе 2011 года немецкий суд приостановил продажи планшета на всей территории Европейского союза, кроме Нидерландов, по запросу корпорации Apple, обвинившую Samsung в нарушении интеллектуальной собственности на дизайн планшета iPad.

## Программное обеспечение
Обе модели Samsung Galaxy Tab 10.1 имеют операционную систему Google Android 3.2 Honeycomb.
Хотя первоначально используя опыт прежних устройств с Android, Samsung со временем ввел новый Touchwiz UX интерфейс, который будет состоять из:
- Live Panels: Набор пользовательских виджетов и панелей, которые обеспечат дополнительное содержимое сота (погода, календарь и многое другое). Виджеты и панели можно изменять.
- Mini Apps Tray: Дополнительная док-станция, которая даст доступ к наиболее часто используемым приложениям.
- Social Hub: Интегрированное приложение для общения, которое направлено на социальную жизнь пользователя, объединяющее почтовые ящики и несколько услуг, таких как Gmail, Facebook, Twitter и многие другие, расщепляя их на рассылку (обновления) и сообщения.
- Reader’s Hub: Магазин, который позволит пользователю скачать электронные книги на Galaxy Tab. Samsung утверждает, что в нём есть около 2 миллионов книг, 2000 газет на 49 языках и 2300 журналов на 22 языках.
- Media Hub: Видео по запросу, будет доступен только в США.
- Music Hub: Музыка по запросу, будет доступен по всему миру.

Samsung Galaxy Tab 10.1 является самым популярным планшетом на платформе Android.

## Судебные разбирательства
27 июня 2012 года суд Калифорнии удовлетворил ходатайство компании Apple о запрете на продажи в США в связи с нарушениями Samsung патентов Apple. Последняя обвиняла южнокорейскую компанию в нарушении своего патента на дизайн планшетника, описывающего переднюю и задние панели, а также боковые грани устройства, похожего на iPad. В декабре 2011 года суд уже рассматривал аналогичное ходатайство Apple, но не удовлетворил его. Таким образом, компания впервые добилась успеха в судебных тяжбах на «домашнем» американском рынке. Ранее продажи устройств конкурентов Apple запрещали лишь в других странах. Судья Люси Кох (Lucy Koh) заявила, что хотя «Samsung неизбежно пострадает в связи с отзывом своей продукции с рынка», вред, нанесенный Apple из-за нарушения патентов компании, «более значительный».
25 августа суд присяжных признал южнокорейского производителя электроники виновным в копировании дизайна и технологий устройств компании Apple при производстве своей продукции и обязал ответчика выплатить $1 млрд. Кроме того, продажи планшетника Samsung Galaxy Tab могут быть запрещены в США.
Хотя сумма компенсации в два раза меньше той, которую требовала Apple, компания удовлетворена решением суда.
Процесс между двумя компаниями стал одним из крупнейших патентных разбирательств в истории США.